# Stenoplax lindholmii
Stenoplax lindholmii är en blötdjursart som först beskrevs av von Schrenck 1862.  Stenoplax lindholmii ingår i släktet Stenoplax och familjen Ischnochitonidae. Inga underarter finns listade i Catalogue of Life.